# 361 Бононија
361 Bononia је астероид са пречником од приближно 141,72 km.
Афел астероида је на удаљености од 4,806 астрономских јединица (АЈ) од Сунца, а перихел на 3,116 АЈ.
Ексцентрицитет орбите износи 0,213, инклинација (нагиб) орбите у односу на раван еклиптике 12,627 степени, а орбитални период износи 2879,966 дана (7,884 година).
Апсолутна магнитуда астероида је 8,22 а геометријски албедо 0,045.
Астероид је откривен 11. марта 1893. године.